# Pisang
Pisang (en népalais : पिसाङ) est un comité de développement villageois du Népal situé dans le district de Manang. Au recensement de 2011, il comptait 307 habitants. Il contient de nombreux lodges hébergeant les trekkeurs, nombreux à suivre le Tour des Annapurnas dont Pisang est une étape obligée.
Le village de Pisang lui-même est principalement constitué de 2 hameaux, Lower Pisang (« Bas Pisang »), situé en fond de vallée près du glacier descendant de l'Annapurna II, le long de la piste, carrossable depuis 2015, du Tour des Annapurnas, et Upper Pisang (« Haut Pisang »), 300 m plus haut, situé sous le Pisang Peak et face à l'Annapurna II.
Le Pisang Peak est un sommet de 6 091 m et constitue un objectif de 6 000 pour les trekkeurs cherchant l'ascension d'un « trekking summit ».